# Кардон (Тулћа)
Кардон (рум. Cardon) насеље је у Румунији у округу Тулћа у општини К.А. Росетти. Oпштина се налази на надморској висини од 0 m.

## Становништво
Према подацима из 2002. године у насељу је живело 27 становника, од којих су сви румунске националности.